# Amberd
Pour l’article homonyme, voir Amberd (Armavir).
Amberd (en arménien Անբերդ) est un site arménien du marz d'Aragatsotn constitué d'une forteresse et de l'église de Vahramashen. 

## Étymologie
Le nom « Amberd » provient de l'arménien amp (ամպ) qui signifie « nuage » et berd (բերդ) qui signifie « fort ». Nommé donc littéralement le « fort des nuages », Amberd est perché à 2 300 m d'altitude et se trouve souvent au-dessus des nuages.

## Histoire
La forteresse, construite au VIIe siècle sur un piton rocheux, fait partie au Moyen Âge d'un système défensif contrôlant la plaine de l'Ararat. C'est un des rares témoignages de l'architecture militaire arménienne au Moyen Âge. L'église de Vahramashen a été construite par le prince Vahram Vatchoutian (d'où son nom, Vahramashen, « construite par Vahram ») en 1026. Le matériau utilisé est le tuf (matière volcanique).
Pris par les Seldjoukides au XIe siècle, Amberd est détruit par les Mongols au XIIe siècle.

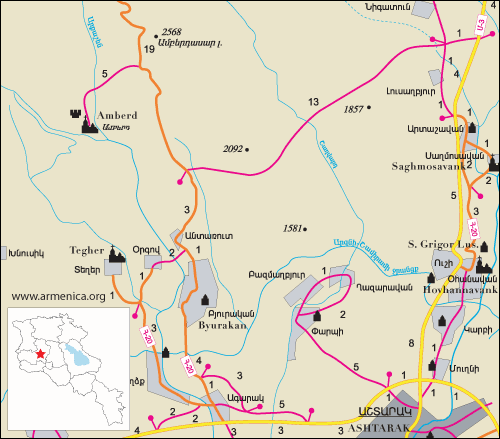
Plan du lieu et des environs.
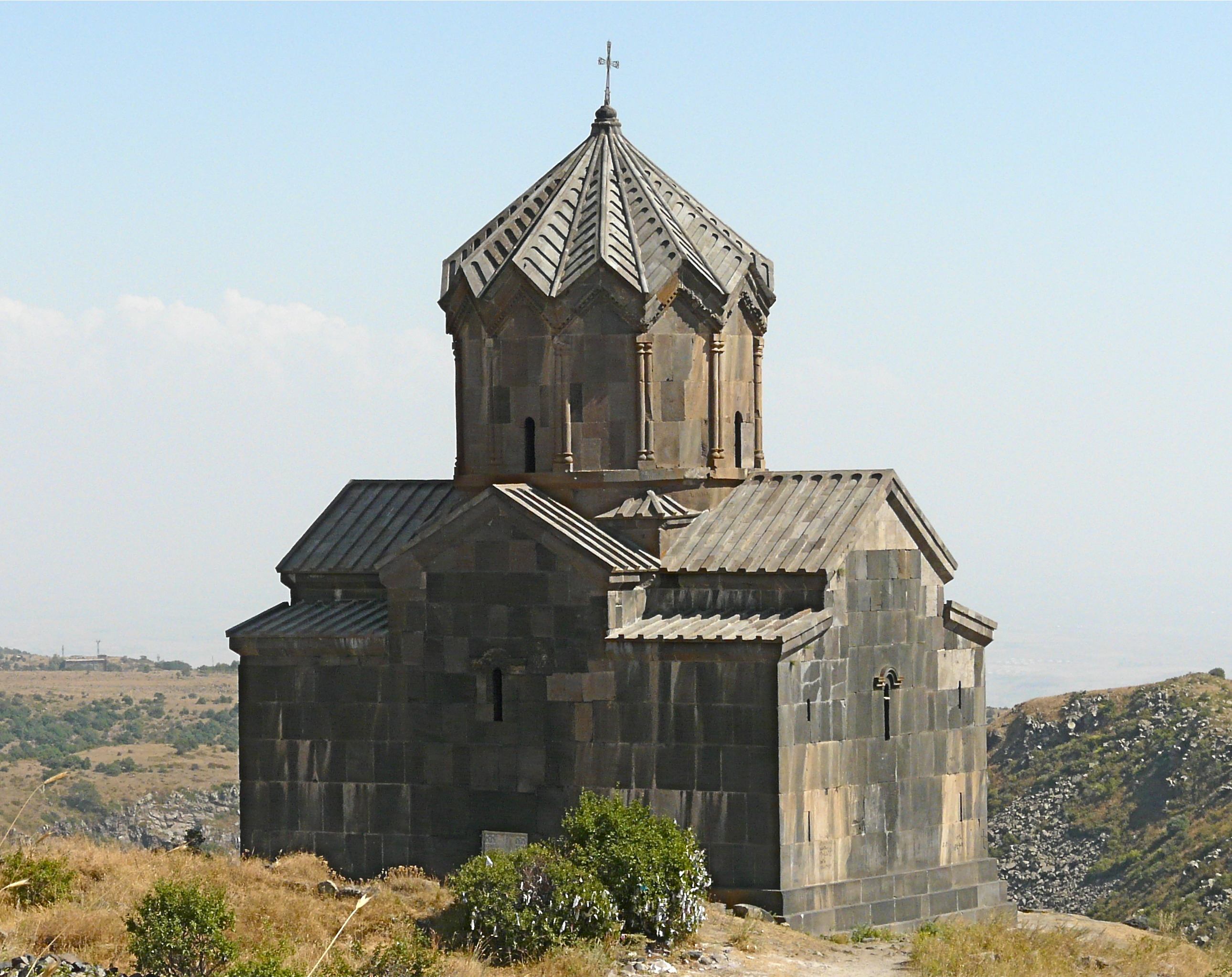
Vahramashen.
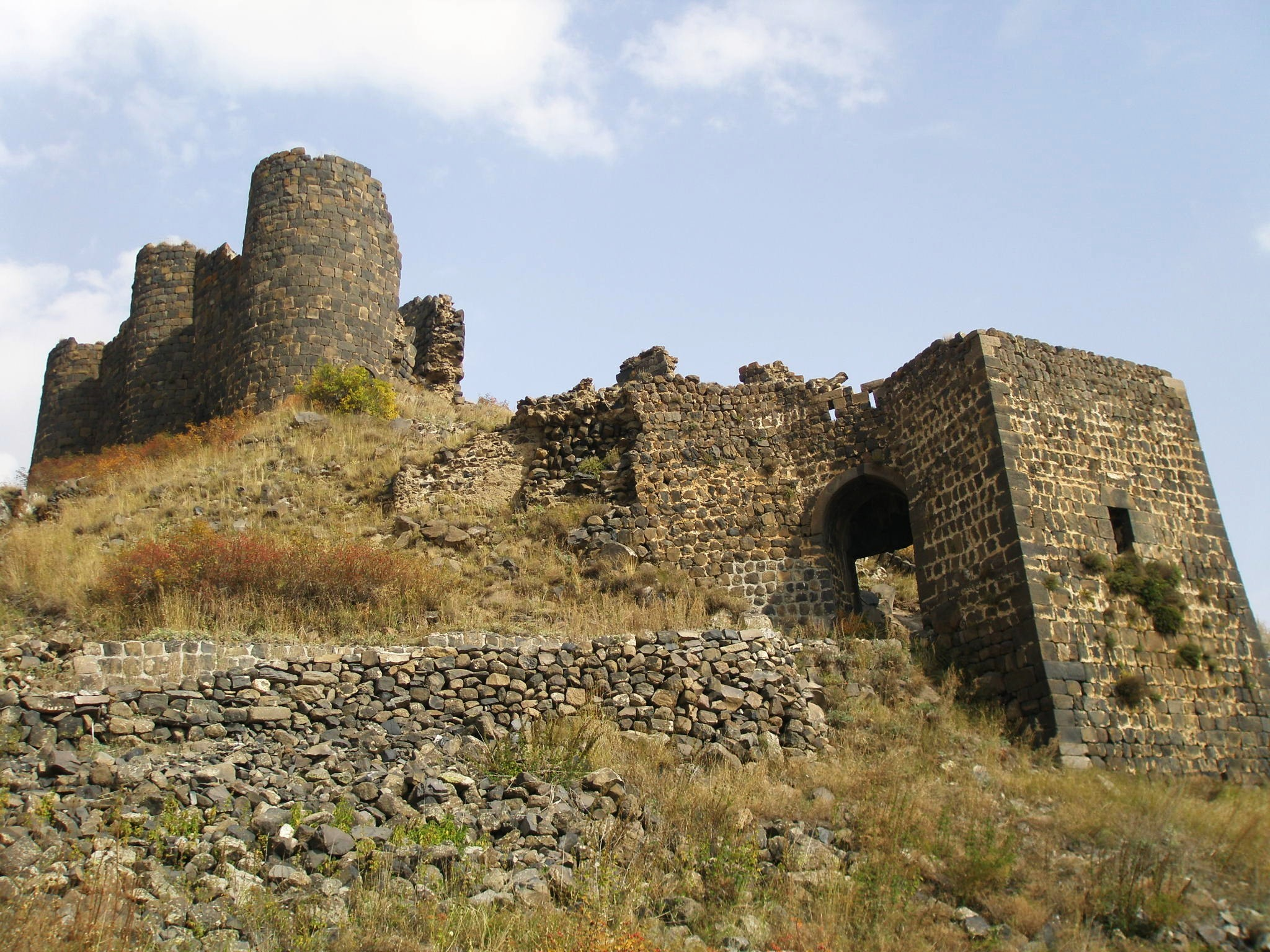
Entrée nord-ouest.
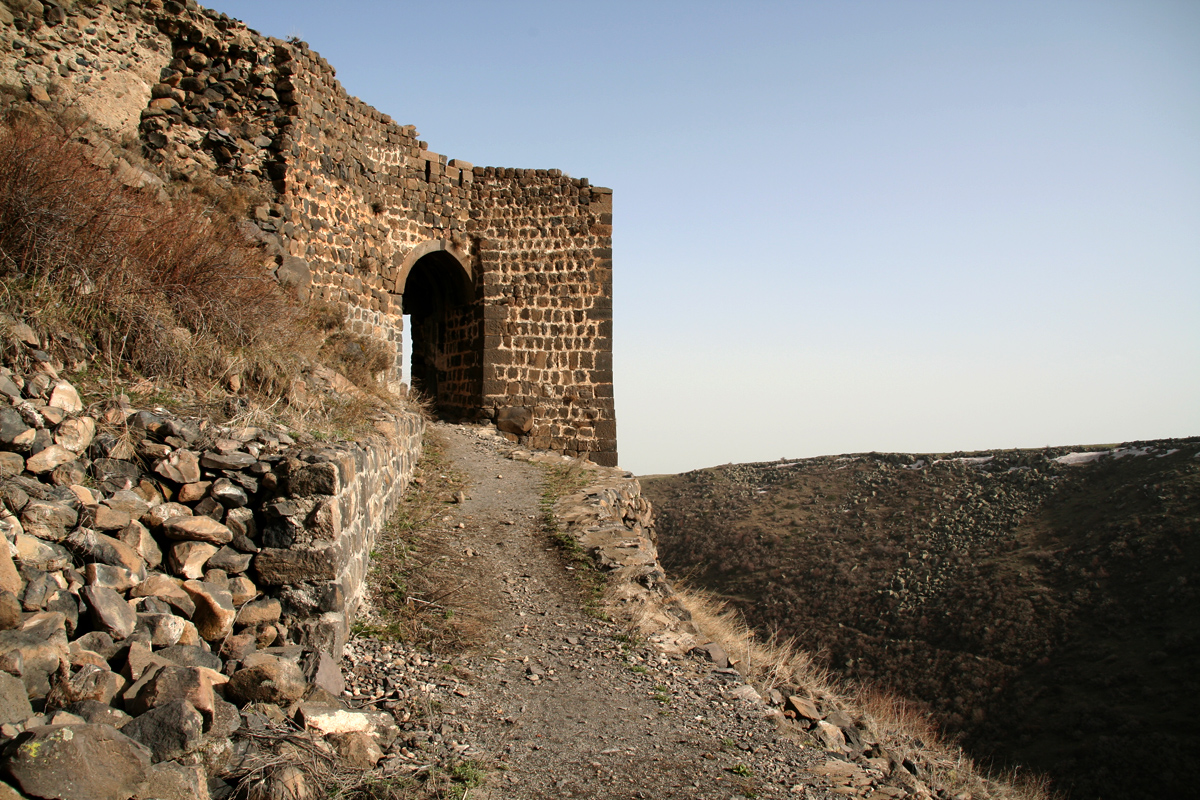
Entrée nord-ouest.